# 讷沃尼希
讷沃尼希是德国北莱茵-威斯特法伦州的一个市镇。总面积66.21平方公里，总人口10948人，其中男性5525人，女性5423人（2011年12月31日），人口密度165人/平方公里。